# Tituly a vyznamenání Charlese de Gaulla

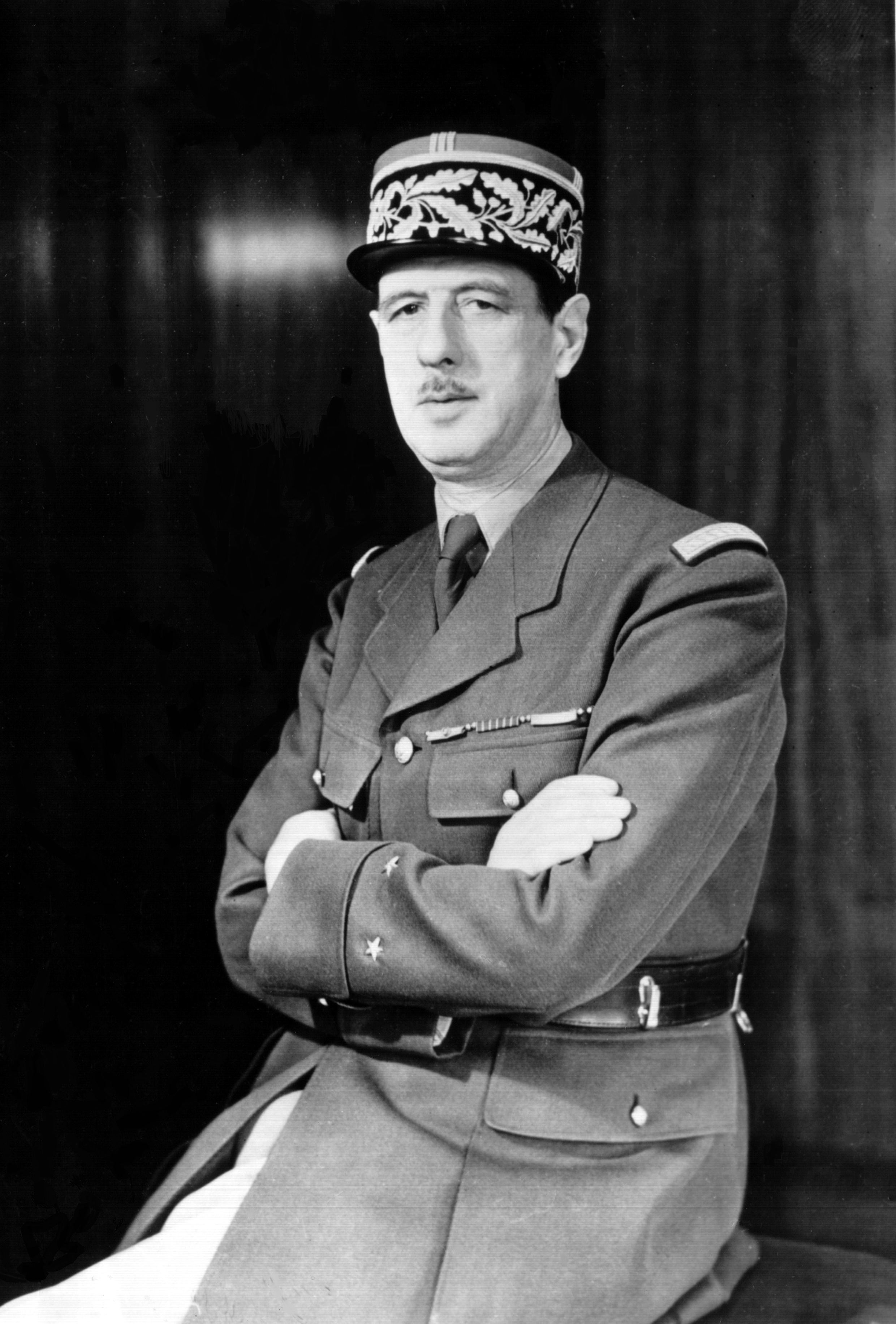
Charles de Gaulle v uniformě se stužkami obdržených vyznamenání

Charles de Gaulle, celým jménem Charles André Joseph Marie de Gaulle, francouzský státník a generál, během svého života obdržel řadu francouzských i zahraničních řádů a medailí. Byla po něm pojmenována i řada míst a objektů, například pařížské Letiště Charlese de Gaulla.

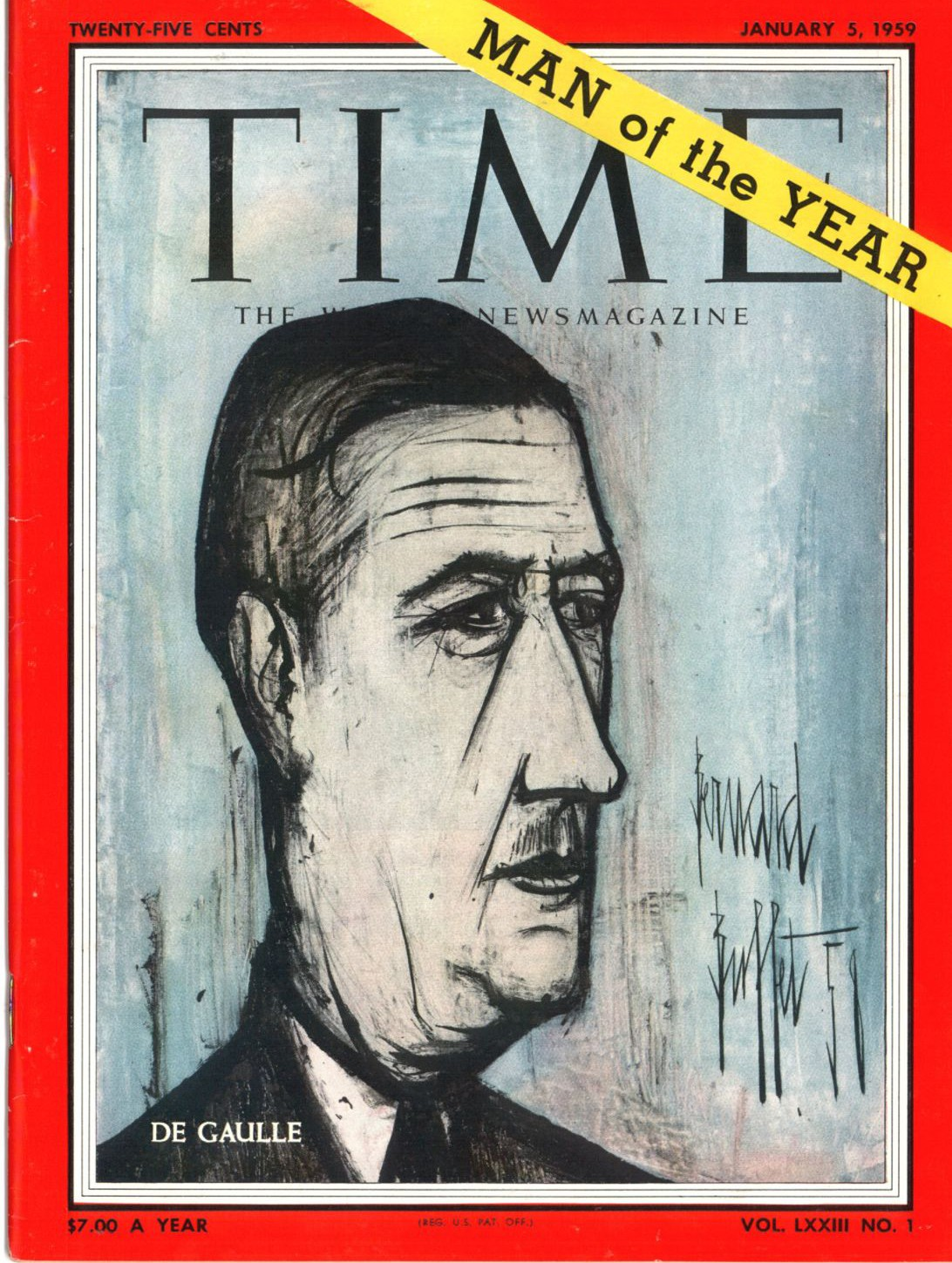
Portrét Charlese de Gaulla na obálce časopisu TIME z roku 1959

## Vojenské hodnosti
- podporučík (sous-lieutenant) – 1. října 1911
- poručík (lieutenant) – 1. října 1913
- kapitán (capitaine) – 1. ledna 1915
- major (chef de bataillon) – 25. září 1927
- podplukovník (lieutenant-colonel) – 25. prosince 1933
- plukovník (colonel) – 25. prosince 1937
- brigádní generál (général de brigade) – 25. května 1940

## Vyznamenání

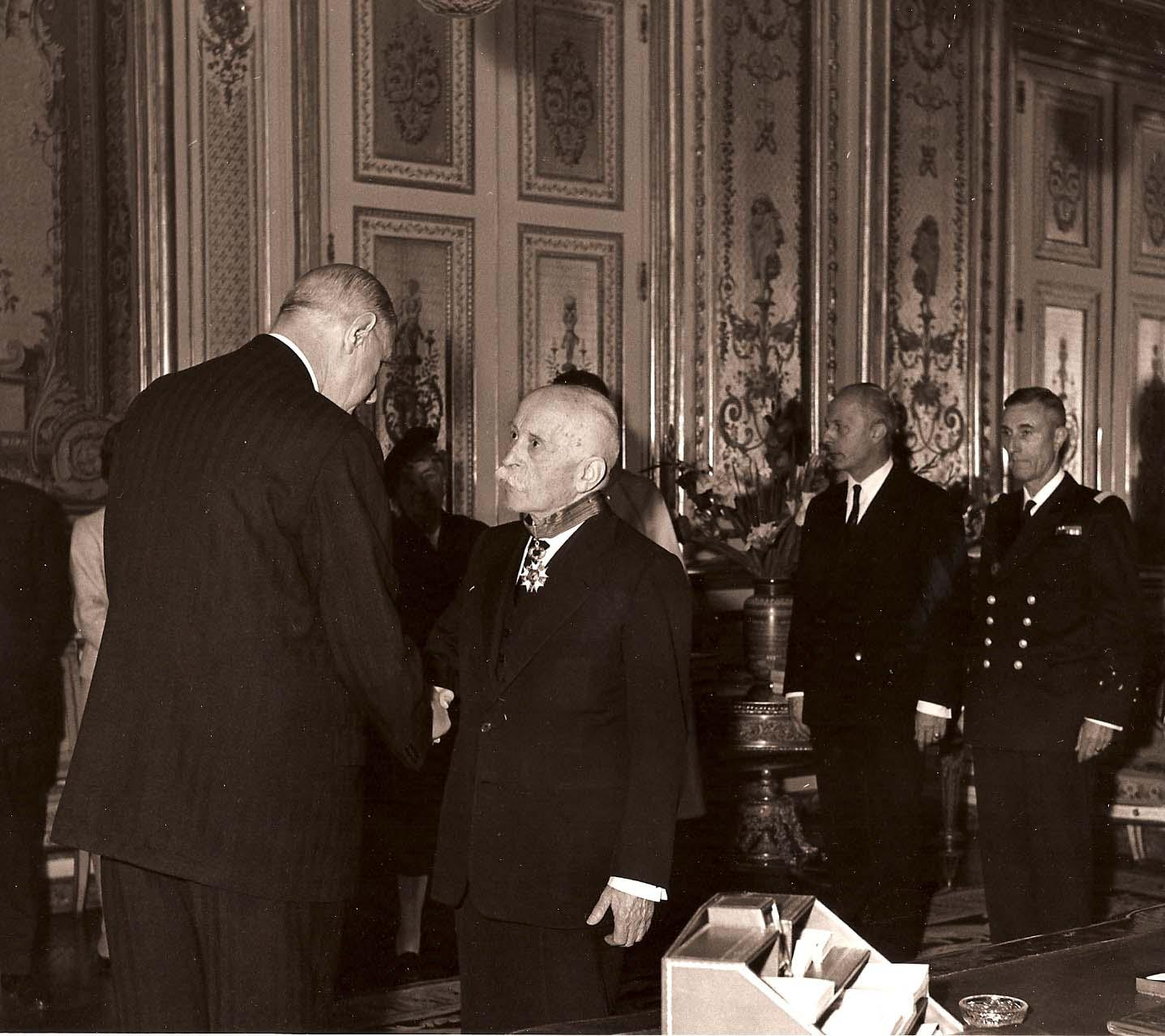
Generál de Gaulle předává Řád čestné legie Julesovi Basdevantovi

### Francouzská vyznamenání

Erb Charlese de Gaulla jakožto rytíře Nejvyššího řádu Kristova

- velkokříž Národního řádu za zásluhy – 1963[1]
- Médaille de membre d'honneur de la Fédération nationale des sapeurs-pompiers (nejedná se o oficiální medaili) – 1959[2]
- Médaille commémorative des services volontaires dans la France libre – 1946[3]
- Croix de guerre 1939–1945 s bronzovou palmou – 1946[4]
- velkokříž Řádu čestné legie – 13. listopadu 1945[5]
- Ordre de la Libération – 1940
- důstojník Řádu čestné legie, vojenská – 19. prosince 1934[6]
- Medaile uprchlíků – 1927[7]
- Pamětní medaile na bitvu u Verdunu (nejedná se o oficiální medaili) – 1922[8]
- Medaile Vítězství – 1922[9]
- Válečný kříž za operace na vnějších bojištích s bronzovou palmou – 1921[10]
- rytíř Řádu čestné legie – 23. července 1919[6][11]
- Medaile za válečné zranění – 1916[12]
- Croix de guerre 1914–1918 se stříbrnou hvězdou – 1915 a dvěma palmami (1916 a 1919)[13][14]

### Zahraniční vyznamenání

Erb Charlese de Gaulla jakožto rytíře Řádu Serafínů

- Afghánistán
  -  speciální třída Řádu nejvyššího slunce – 1965[15]
- Argentina
  -  velkokříž s řetězem Řádu osvoboditele generála San Martína – 1960[16]
- Bavorsko
  -  Bavorský řád za zásluhy – 1962[17][18]
- Belgie
  -  velkostuha Řádu Leopolda – 1945[19]
  -  Válečný kříž 1940–1945 s palmou – říjen 1944[19]
- Benin
  -  velkokříž Národního řádu Beninu – 1961[20]
- Bolívie
  -  velkokříž s řetězem Řádu andského kondora – 1964[21]
- Brazílie
  -  velkokříž Vojenského záslužného řádu – 1964[22]
  -  velkokříž s řetězem Řádu Jižního kříže – 1964[23]
- Čad
  -  velkokříž Národního řádu Čadu – 1962[24]
- Československo
  -  Řád Bílého lva I. třídy[25]
  -  Československý válečný kříž 1939[25]
- Dánsko
  -  rytíř Řádu slona – 5. dubna 1965[26]
- Ekvádor
  -  řetěz Národního řádu za zásluhy – 1967[27]
- Etiopské císařství
  -  speciální třída Řádu královny ze Sáby – 1950[28]
- Finsko
  -  velkokříž s řetězem Řádu bílé růže – 1962[29][30]
- Gabon
  -  velkokříž Řádu rovníkové hvězdy – 1961[31]
- Horní Volta
  -  velkokříž Národního řádu Horní Volty – 1962[32]
  - velkokříž Řádu za zásluhy Horní Volty – 1962[33]
- Chile
  -  řetěz Řádu za zásluhy – 1964[34]
- Irák
  -  velkostuha Řádu dvou řek – 1968[35]
- Írán
  -  velkokříž Řádu Pahlaví – 1961[36]
- Itálie
  -  velkokříž s řetězem Řádu zásluh o Italskou republiku – 16. června 1959[37][38]
- Jordánsko
  -  řetěz Řádu al-Husajna bin Alího – 1964[39]
- Kambodža
  -  řetěz Národního řádu nezávislosti – 1964[40]
- Kamerun
  -  velkodůstojník Řádu za chrabrost – 1960[41]
- Kolumbie
  -  velkokříž Řádu Boyacá – 1964[42]
- Konžská republika
  -  velkokříž Řádu za zásluhy – 1961[43]
- Laos
  -  velkokříž Řádu milionu slonů a bílého slunečníku – 1966[44]
- Libanon
  -  speciální třída Řádu za zásluhy – 1965[45]
- Lucembursko
  -  Vojenská medaile – 1. října 1963[46][47]
  -  rytíř Nasavského domácího řádu zlatého lva – 1961[48]
- Madagaskar
  -  velkokříž Národního řádu Madagaskaru – 1960[49]
- Maroko
  - speciální třída Řádu Muhammada – 1963[50]
  -  velkostuha Řádu Ouissam Alaouite – 1943[51]
- Mexiko
  -  řádový řetěz Řádu aztéckého orla – 1963[52]
- Monako
  -  velkokříž Řádu svatého Karla – 1944[53]
- Německo
  -  speciální velkokříž Záslužného řádu Spolkové republiky Německo – 1961[54]
- Nepál
  -  velkostuha Řádu Ojaswi Rajanya – 1966[55]
- Niger
  -  velkokříž Národního řádu Nigeru – 1961[56]
- Norsko
  -  rytíř velkokříže Řádu svatého Olafa – 1962[57]
- Pákistán
  -  velkostuha Řádu Pákistánu – 1967[58]
- Paraguay
  -  řetěz Národního řádu za zásluhy – 1964[59]
- Peru
  -  velkokříž s diamanty Řádu peruánského slunce – 1960[60]
  -  velkokříž Vojenského řádu Ayacucha – 1964[61]
- Pobřeží slonoviny
  -  velkokříž Národního řádu Pobřeží slonoviny – 1961[62]
- Polsko
  -  velkokříž Řádu znovuzrozeného Polska – 1967[63][64]
  -  rytíř Řádu znovuzrozeného Polska – 1923[65]
  -  stříbrný kříž Řádu Virtuti Militari – 1922[66][67][65]
- Rusko
  -  Řád svaté Anny III. třídy – 1920[68]
- Řecko
  -  velkokříž Řádu Spasitele – 1963[50]
- Senegal
  -  velkokříž Národního řádu lva – 1961[69]
- Spojené království
  -  Královský Viktoriin řetěz – 1960[70]
- Spojené státy americké
  -  Chief Commander Legion of Merit – 1944[71]
- Středoafrická republika
  -  velkokříž Řádu za zásluhy – 1962[72]
- Sýrie
  -  velkostuha Řádu Umajjovců – 1942[73]
- Švédsko
  -  Řád Serafínů – 8. května 1963[74]
- Thajsko
  -  rytíř Řádu Mahá Čakrí – 11. října 1960[75][76]
- Togo
  -  velkokříž Řádu Mono – 1963[77]
- Tunisko
  -  Řád krve – 1943[78]
- Vatikán
  -  rytíř Nejvyššího řádu Kristova – 1959[79][80]
  -  rytíř velkokříže s řetězem Řádu Pia IX.[81]
  -  Papežský lateránský kříž I. třídy – 1959[82]
- Venezuela
  -  velkokříž s řetězem Řádu osvoboditele – 1964[83]

## Eponyma

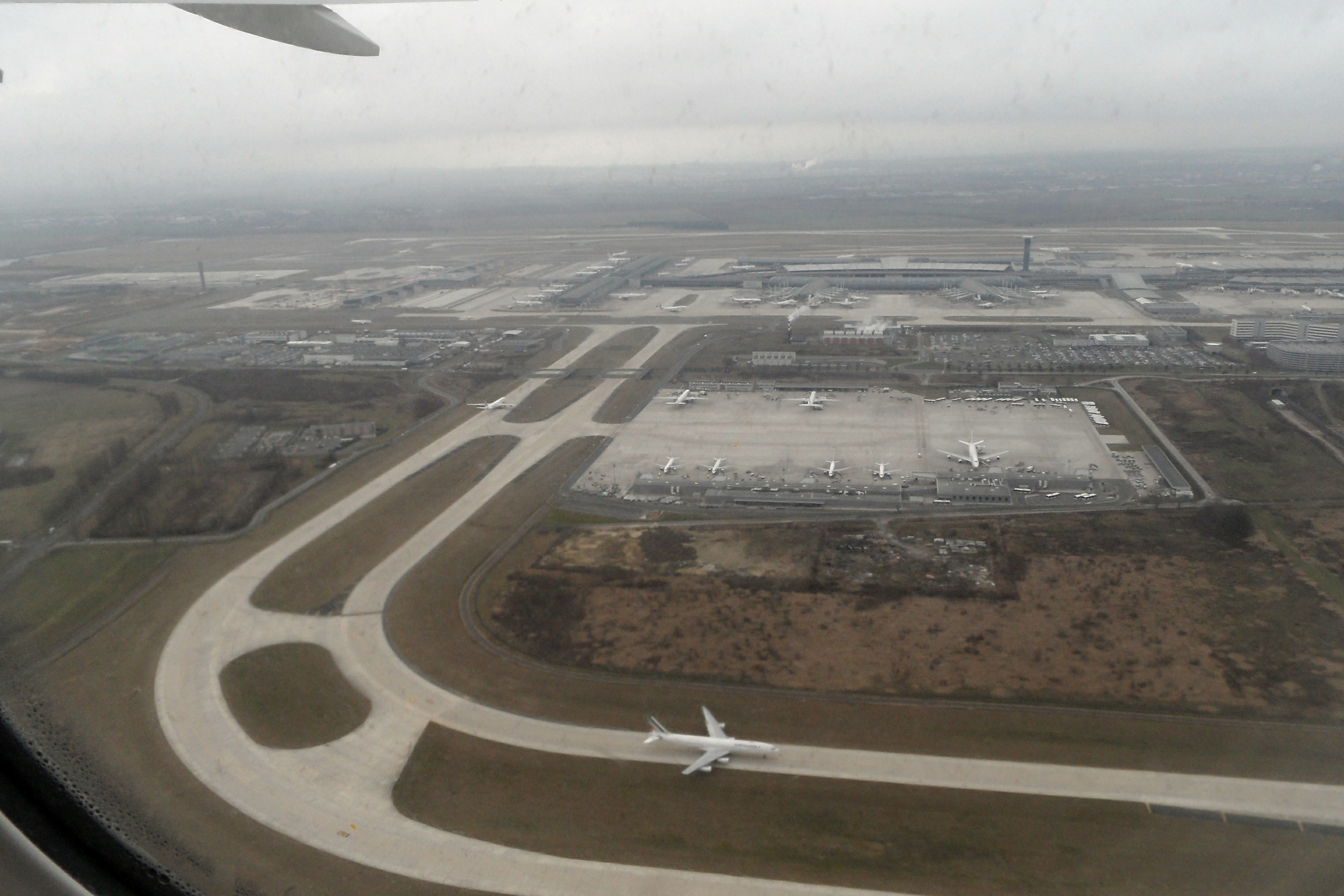
Letiště Charlese de Gaulla v Paříži

- Letiště Charlese de Gaulla
- letadlová loď Charles de Gaulle

Mnoho francouzských i zahraničních měst má náměstí či ulice pojmenovaná po de Gaullovi. Například:
- ulice Quai Charles de Gaulle v Lyonu, Boulevard du Général-de-Gaulle v Paříži
- ulice Quai de Gaulle v Lutychu, náměstí Place Charles de Gaulle v Mouscronu, ulice Avenue du Général de Gaulle v Bruselu
- ulice Rua General de Gaulle v Osascu, Avenida General Charles de Gaulle v São Paulo
- Bulevar Šarla de Gola v Podgorici
- ulice Charles de Gaulle Boulevard v Phnompenhu
- ulice Avenue du Général de Gaulle v Douale
- most v Montréalu Charles-De Gaulle bridge, náměstí Place Charles-De Gaulle v Montréalu, ulice Avenue De Gaullee v Québecu
- Avenue General de Gaulle v Bejrútu
- ulice Charles-de-Gaulle-Straße v Bonnu, ulice Avenue Charles de Gaulle v Berlíně
- ulice Charles de Gaullestraat v Rotterdamu
- ulice Ulica Charles’a de Gaulle’a v Gdaňsku
- ulice 9 rue Charles de Gaulle v Tunisu